# B. J. Novak
Pour les articles homonymes, voir Novak.
B. J. Novak, de son nom complet Benjamin Joseph Manaly Novak, est un acteur, réalisateur, producteur et scénariste mais également artiste de stand-up américain, né le 31 juillet 1979 à Newton (Massachusetts, États-Unis). Il est surtout connu pour son rôle de Ryan Howard (en) dans la série américaine The Office pour laquelle il est également coproducteur et scénariste. Il est également l'auteur du Livre sans images (The Book with no Picture en langue originale) paru en 2015 chez l'École des Loisirs.

## Biographie
Novak grandit dans sa ville natale. Ses parents sont Linda et William Novak, auteur, réalisateur et scénariste. Il a deux frères : Lev et Jesse qui est compositeur de musique de films,. 
Il passe son diplôme en 1997 dans la même école  que John Krasinski, son futur co-star dans la série The Office.
En 2001, il est diplômé en littérature anglaise et espagnole à l'Université d'Harvard.

### Carrière
Il fait ses débuts d'acteur à la télévision dans l'émission Punk'd : Stars piégées de MTV, émission américaine de caméra cachée.
À partir de 2005, il fait partie des acteurs jouant dans la série de NBC, The Office. Il y joue un rôle d'intérimaire, Ryan Howard, pris entre le désir de ne pas perdre son emploi qui finance ses études et les exigences parfois saugrenues du directeur régional de la société, Michael Scott (interprété par Steve Carell). Il a écrit quinze épisodes de la série et est producteur de certains autres épisodes.
Ses débuts au cinéma se font l'année suivante avec des seconds rôles, mais en 2009, il obtient le rôle de Smithson Utivich, l'un des Basterds du film Inglourious Basterds, de Quentin Tarantino.
B. J. Novak est l'auteur d'une compilation de nouvelles parue sous le titre One More Thing: Stories and Other Stories.

### Vie privée
B. J. Novak entretient une relation étroite avec Mindy Kaling, qu'il a rencontrée en écrivant pour The Office. Ils sont sortis ensemble par intermittence tout en écrivant et en jouant dans la série. Il est le parrain des deux enfants de Mindy Kaling.

## Filmographie

### Acteur

#### Cinéma
- 2006 : Enfants non accompagnés (Unaccompanied Minors) de Paul Feig
- 2007 : A Cœur ouvert (Reign Over Me) de Mike Binder
- 2007 : En cloque, mode d'emploi (Knocked Up) de Judd Apatow
- 2009 : Inglourious Basterds de Quentin Tarantino : Utivich
- 2012 : The Dictator de Larry Charles
- 2013 : Les Stagiaires de Shawn Levy : un journaliste
- 2013 : Dans l'ombre de Mary (Saving Mr. Banks) de John Lee Hancock : Robert B. Sherman
- 2014 : The Amazing Spider-Man : Le Destin d'un héros de Marc Webb : Alistair Smythe
- 2016 : Le Fondateur (The Founder) de John Lee Hancock : Harry J. Sonneborn
- 2022 : Vengeance de lui-même

#### Télévision
- 2003 : Punk'd : Stars piégées (saison 2)
- 2005-2013 : The Office - 153 épisodes : Ryan Howard
- 2012 : The Mindy Project - saisons 1 et 3 : Jamie

### Réalisateur
- 2005-2012 : The Office (série TV) - 5 épisodes
- 2009 : The Office: Blackmail (web-série)
- 2013 : The Mindy Project (série TV) - 2 épisodes
- 2021 : The Premise (série TV)
- 2022 : Vengeance

### Scénariste
- 2001-2002 : Un père peut en cacher un autre (Raising Dad) (série TV) - 2 épisodes
- 2005-2012 : The Office (série TV) - 15 épisodes
- 2013 : The Mindy Project (série TV) - 1 épisode
- 2021 : The Premise (série TV) (également créateur de la série)
- 2022 : Vengeance de lui-même